# Nowi Jarylowytschi
Nowi Jarylowytschi (ukrainisch Нові Яриловичі, russisch Новые Ярыловичи Nowyje Jarylowitschi) ist ein 1749 erstmals schriftlich erwähntes Dorf im Norden der ukrainischen Oblast Tschernihiw mit etwa 400 Einwohnern (2024).

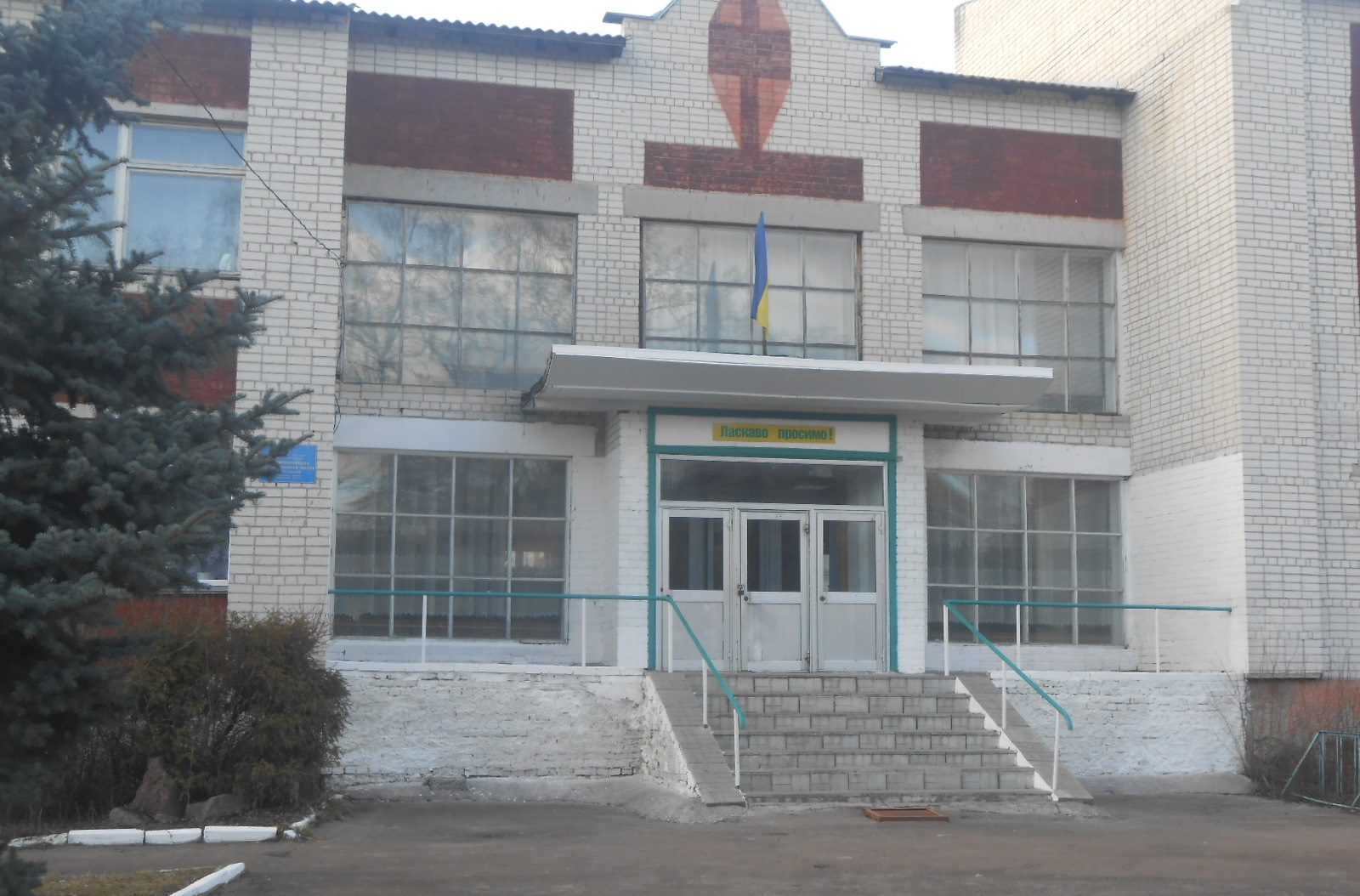
Dorfschule

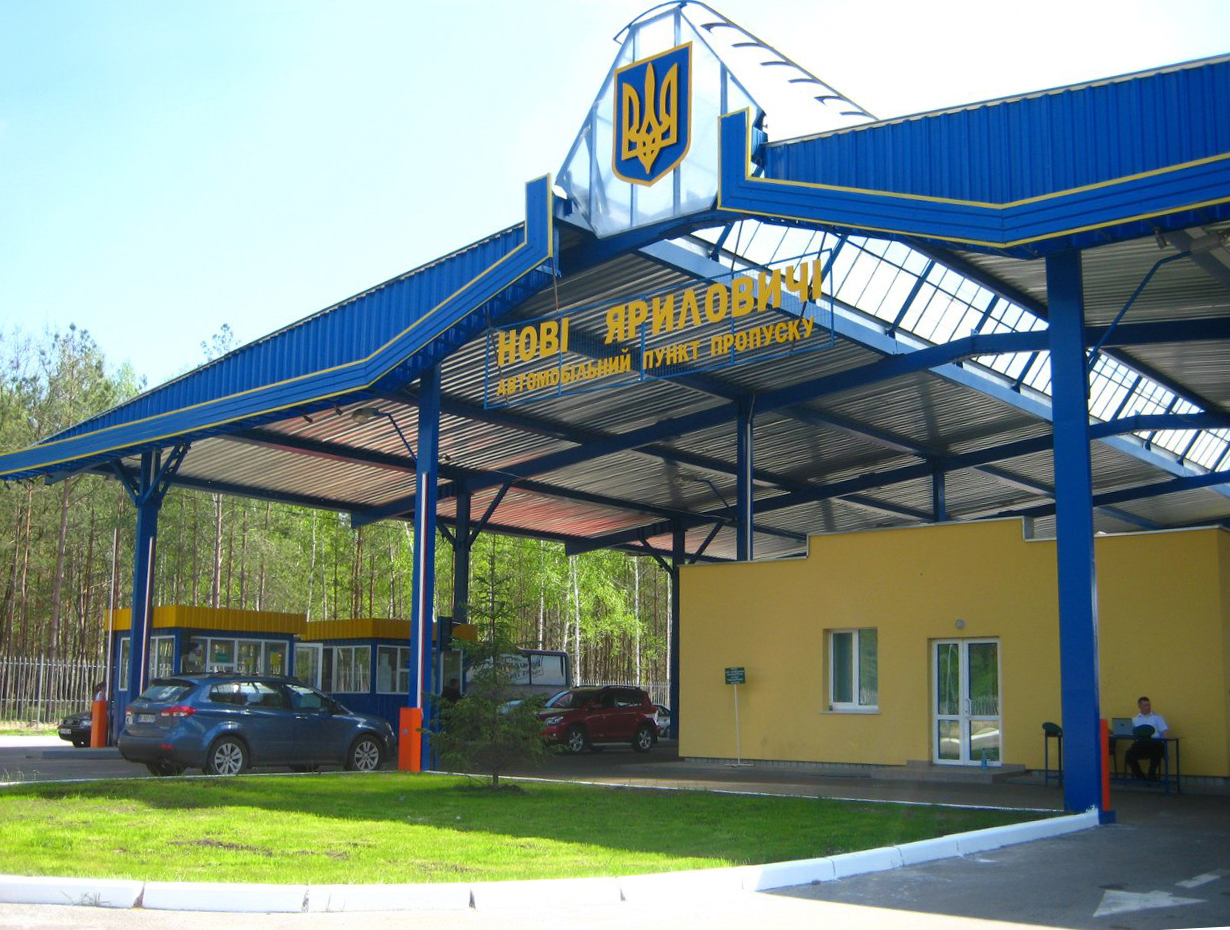
„Grenzübergang Nowi Jarylowytschi“ nach Belarus

## Geografie
Die Ortschaft liegt nahe der belarussischen Grenze am Ufer des Nemylnja (Немильня), einem 32 km langen Nebenflüsschen des Sosch 26 km nördlich vom ehemaligen Rajonzentrum Ripky und 63 km nördlich der Oblasthauptstadt Tschernihiw. Durch die Ortschaft führt die von Kiew kommende Fernstraße M 01/E 95, die nach einigen Kilometern Richtung Norden zum „Grenzübergang Nowi Jarylowytschi“ nach Belarus und von da als M 08 weiter nach Homel führt.

## Gemeinde
Am 24. April 2019 wurde das Dorf ein Teil der neugegründeten Siedlungsgemeinde Dobrjanka, bis dahin bildete es zusammen mit den Dörfern Kysseliwka (Киселівка), Nowa Papirnja (Нова Папірня), Sydeliwka (Сиделівка), Skytok und Stari Jarylowytschi (Старі Яриловичі) die gleichnamige Landratsgemeinde Nowi Jarylowytschi (Новояриловицька сільська рада/Nowojarylowyzka silska rada) im Norden des Rajons Ripky.
Am 17. Juli 2020 kam es im Zuge einer großen Rajonsreform zum Anschluss des Rajonsgebietes an den Rajon Tschernihiw.